# Conversation Piece (coffret)
Pour les articles homonymes, voir Conversation Piece (homonymie).
Albums de David Bowie
The ‘Mercury’ Demos
(2019) ChangesNowBowie
(2020)
Conversation Piece est un coffret de David Bowie paru en novembre 2019 chez Parlophone.

## Histoire
Ce coffret de 5 CD commémore le cinquantième anniversaire de la parution du deuxième album studio de Bowie, intitulé David Bowie dans son édition originale mais plus connu sous le titre de Space Oddity. Il reprend le contenu de trois albums de démos publiés tout au long de l'année 2019 : Spying Through a Keyhole, Clareville Grove Demos et The ‘Mercury’ Demos, auxquels s'ajoutent douze démos inédites supplémentaires, des enregistrements pour la BBC et d'autres raretés.
L'album Space Oddity est repris dans deux versions différentes. Celle du CD 4, intitulée The David Bowie (aka Space Oddity) Album, reprend le mixage stéréo de 1969 avec cinq titres bonus. Celle du CD 5, intitulée The Space Oddity Album, est une nouvelle version remixée par Tony Visconti qui intègre trois titres bonus.

## Titres
Toutes les chansons sont écrites et composées par David Bowie, sauf mention contraire.
| 1.  | April's Tooth of Gold (inédit)                                                                |            | 2:31 |
| 2.  | The Reverend Raymond Brown (Attends the Garden Fête on Thatchwick Green) (inédit)             |            | 2:15 |
| 3.  | When I'm Five (inédit)                                                                        |            | 3:18 |
| 4.  | Mother Grey (déjà paru sur Spying Through a Keyhole)                                          |            | 3:00 |
| 5.  | In Thc Heat of the Morning (déjà paru sur Spying Through a Keyhole)                           |            | 2:59 |
| 6.  | Goodbye 3d (Threepenny) Joe (déjà paru sur Spying Through a Keyhole)                          |            | 3:19 |
| 7.  | Love All Around (déjà paru sur Spying Through a Keyhole)                                      |            | 2:49 |
| 8.  | London Bye, Ta-Ta (déjà paru sur Spying Through a Keyhole)                                    |            | 3:30 |
| 9.  | Angel Angel Grubby Face (Version 1) (déjà paru sur Spying Through a Keyhole)                  |            | 2:31 |
| 10. | Angel Angel Grubby Face (Version 2) (déjà paru sur Spying Through a Keyhole)                  |            | 2:37 |
| 11. | Animal Farm (inédit)                                                                          |            | 2:21 |
| 12. | Space Oddity (fragment de démo en solo, déjà paru sur Spying Through a Keyhole)               |            | 2:39 |
| 13. | Space Oddity (avec John Hutchinson, première version, déjà paru sur Spying Through a Keyhole) |            | 4:02 |
| 14. | Space Oddity (avec John Hutchinson, deuxième version, inédit)                                 |            | 5:00 |
| 15. | Space Oddity (avec John Hutchinson, troisième version, déjà paru sur Clareville Grove Demos)  |            | 5:10 |
| 16. | Lover to the Dawn (avec John Hutchinson, déjà paru sur Clareville Grove Demos)                |            | 3:50 |
| 17. | Ching-a-Ling (avec John Hutchinson, déjà paru sur Clareville Grove Demos)                     |            | 2:58 |
| 18. | An Occasional Dream (avec John Hutchinson, déjà paru sur Clareville Grove Demos)              |            | 2:49 |
| 19. | Let Me Sleep Beside You (avec John Hutchinson, déjà paru sur Clareville Grove Demos)          |            | 2:54 |
| 20. | Life is a Circus (avec John Hutchinson, déjà paru sur Clareville Grove Demos)                 | Roger Bunn | 4:50 |
| 21. | Conversation Piece (inédit)                                                                   |            | 3:47 |
| 22. | Jerusalem (inédit)                                                                            |            | 4:19 |
| 23. | Hole in the Ground (avec George Underwood, inédit)                                            |            | 3:29 |

| 1.  | Space Oddity                               |               | 5:28 |
| 2.  | Janine                                     |               | 3:53 |
| 3.  | An Occasional Dream                        |               | 3:18 |
| 4.  | Conversation Piece                         |               | 3:31 |
| 5.  | Ching-a-Ling                               |               | 3:35 |
| 6.  | I'm Not Quite (démo de Letter to Hermione) |               | 4:00 |
| 7.  | Lover to the Dawn                          |               | 5:02 |
| 8.  | Love Song                                  | Lesley Duncan | 4:08 |
| 9.  | When I'm Five                              |               | 3:13 |
| 10. | Life Is a Circus                           | Roger Bunn    | 5:33 |

| 1.  | In the Heat of the Morning (démo Decca en mono)                                                      | 2:51 |
| 2.  | London Bye, Ta-Ta (version Decca alternative)                                                        | 2:36 |
| 3.  | In the Heat of the Morning (séance BBC du 13 mai 1968 pour Top Gear avec le Tony Visconti Orchestra) | 3:01 |
| 4.  | London Bye, Ta-Ta (séance BBC du 13 mai 1968 pour Top Gear avec le Tony Visconti Orchestra)          | 2:39 |
| 5.  | Karma Man (séance BBC du 13 mai 1968 pour Top Gear avec le Tony Visconti Orchestra)                  | 3:07 |
| 6.  | When I'm Five (séance BBC du 13 mai 1968 pour Top Gear avec le Tony Visconti Orchestra)              | 3:14 |
| 7.  | Silly Boy Blue (séance BBC du 13 mai 1968 pour Top Gear avec le Tony Visconti Orchestra)             | 4:32 |
| 8.  | Ching-a-Ling                                                                                         | 2:51 |
| 9.  | Space Oddity (avec John Hutchinson, prise alternative aux studios Morgan, inédit)                    | 4:22 |
| 10. | Space Oddity (version single britannique)                                                            | 4:42 |
| 11. | Wild Eyed Boy from Freecloud (face B du single Space Oddity, mixage mono)                            | 4:54 |
| 12. | Janine (mixage mono)                                                                                 | 3:23 |
| 13. | Conversation Piece                                                                                   | 3:06 |
| 14. | Let Me Sleep Beside You (séance BBC du 20 octobre 1969 pour le Dave Lee Travis Show (en))            | 3:17 |
| 15. | Unwashed and Somewhat Slightly Dazed (séance BBC du 20 octobre 1969 pour le Dave Lee Travis Show)    | 4:03 |
| 16. | Janine (séance BBC du 20 octobre 1969 pour le Dave Lee Travis Show)                                  | 3:03 |

| 1.  | Space Oddity                                                                | 5:14 |
| 2.  | Unwashed and Somewhat Slightly Dazed (inc. Don't Sit Down)                  | 6:51 |
| 3.  | Letter to Hermione                                                          | 2:32 |
| 4.  | Cygnet Committee                                                            | 9:31 |
| 5.  | Janine                                                                      | 3:21 |
| 6.  | An Occasional Dream                                                         | 2:54 |
| 7.  | Wild Eyed Boy from Freecloud                                                | 4:46 |
| 8.  | God Knows I'm Good                                                          | 3:17 |
| 9.  | Memory of a Free Festival                                                   | 7:09 |
| 10. | Wild Eyed Boy from Freecloud (face B du single Space Oddity, mixage stéréo) | 4:56 |
| 11. | Letter to Hermione (mixage de travail, inédit)                              | 2:32 |
| 12. | Janine (mixage de travail, inédit)                                          | 3:23 |
| 13. | An Occasional Dream (mixage de travail, inédit)                             | 2:54 |
| 14. | Ragazzo solo, ragazza sola (version complète)                               | 5:14 |

| 1.  | Space Oddity                                  | 5:20 |
| 2.  | Unwashed and Somewhat Slightly Dazed          | 6:18 |
| 3.  | Letter to Hermione                            | 2:32 |
| 4.  | Cygnet Committee                              | 9:28 |
| 5.  | Janine                                        | 3:21 |
| 6.  | An Occasional Dream                           | 2:57 |
| 7.  | Wild Eyed Boy from Freecloud                  | 4:50 |
| 8.  | Conversation Piece                            | 3:11 |
| 9.  | God Knows I'm Good                            | 3:16 |
| 10. | Memory of a Free Festival                     | 7:14 |
| 11. | Wild Eyed Boy from Freecloud (version single) | 4:59 |
| 12. | Ragazzo solo, ragazza sola                    | 5:20 |